# 행복 목욕탕
《행복 목욕탕》(湯を沸かすほどの熱い愛→물을 데우는 뜨거운 사랑)은 2016년 일본의 드라마 영화이다. 감독과 각본을 맡은 나카노 료타의 상업영화 데뷔작으로 미야자와 리에, 스기사키 하나, 이토 아오이, 마츠자카 토리, 오다기리 조가 출연하였다.

## 출연
- 사치노 후타바 - 미야자와 리에 (어린시절: 스미다 모에노)
- 사치노 아즈미 - 스기사키 하나
- 사치노 카즈히로 - 오다기리 조
- 무카이 타쿠미 - 마츠자카 토리
- 카타세 아유코 - 이토 아오이
- 사카마키 키미에 - 시노하라 유키코
- 타키모토 - 스루가 타로